# Lemme des bouts
 (mars 2021).
En mathématiques, et plus précisément en analyse, le lemme des bouts (ou lemme de sortie des compacts, ou théorème d'explosion en temps fini) permet de reconnaître les solutions maximales d'une équation différentielle. C'est une réciproque partielle au fait que toute solution globale est maximale.

## Énoncé du lemme
Soit {\displaystyle f\colon J\times U\to \mathbb {R} ^{n}} une fonction qui satisfait les hypothèses du théorème de Cauchy-Lipschitz et {\displaystyle x\colon ]t^{-},t^{+}[\subseteq J\to U} une solution de l'équation {\displaystyle x'=f(t,x)}. La solution est maximale à droite si et seulement si
- soit {\displaystyle t^{+}=\sup J};
- soit {\displaystyle t^{+}<\sup J} et, lorsque {\displaystyle t\to t^{+}}, x(t) sort définitivement de tout compact de U.

De même dans le passé (solutions maximales à gauche).